# Dispatch (groupe)
Pour les articles homonymes, voir Dispatch.
Dispatch est un groupe américain de rock, originaire de Middlebury, dans le Vermont. Le groupe est composé de Brad Corrigan (chant, batterie, guitare, percussions, harmonica) et Chad Urmston (chant, guitare, basse, percussions). Le premier bassiste du groupe, Pete Francis Heimbold, quitte le groupe en 2019.
Le groupe, qui est basé dans la région de Boston, est d'abord actif entre 1996 et 2002. Les membres annoncent ensuite une pause, qui dure finalement près d'une décennie ; au cours de cette période, le groupe se réunit pour des concerts de retrouvailles à Boston (2004), à New York (2007) et à Washington, D.C. (2009). La pause prend fin au début de l'année 2011, lorsque le groupe annonce une tournée nationale. En mai de la même année, Dispatch sort un EP contenant six nouvelles chansons, leur premier album entièrement nouveau depuis 2000. Le groupe sort son premier album studio en plus de dix ans, Circles Around the Sun, ainsi qu'une session iTunes en 2012, et effectue une tournée en Amérique du Nord cet été-là pour promouvoir l'album,.

## Histoire

### Débuts et séparation
Hermit Thrush et Woodriver Bandits fusionnent au début des années 1990 pour former un groupe entièrement acoustique, One Fell Swoop. Ils changent rapidement leur nom en Dispatch après un conflit avec un autre groupe du même nom. Chad Urmston, Brad Corrigan et Pete Heimbold, qui fréquentaient tous trois le Middlebury College, forment le groupe pendant toute leur scolarité. Leur musique s'inspire de plusieurs genres, tels que le folk rock acoustique, le reggae et le funk. Ils donnent plusieurs concerts au cours de leurs premières années d'existence à Middlebury et dans les environs, se faisant ainsi un nom au sein de l'établissement. 
Après avoir obtenu leur diplôme, les membres de Dispatch s'installent dans la région de Boston afin de poursuivre les tournées qui allaient caractériser leur son. Au fil des ans, leur concert s'enrichit de jams prolongés, d'apparitions d'invités et de mash ups de leurs chansons avec celles d'autres artistes populaires comme Sublime, et ils se sont souvent retrouvés à jouer sur le circuit des jambands. Les musiciens ont montré leur polyvalence lors des spectacles en direct, chaque membre du groupe changeant d'instrument au cours du set. Dispatch se fait connaître en dehors de la Nouvelle-Angleterre, sans l'aide d'un label, grâce à des programmes de partage de fichiers peer-to-peer tels que Napster, ainsi qu'au bouche-à-oreille. Au cours de leur ascension vers la célébrité indie, ils sortent quatre albums studio, qui passent d'albums acoustiques à des albums avec un groupe complet et une guitare électrique. Après la sortie de leur dernier album, Who Are We Living for, peint et dessiné par l'artiste William Quigley, ils commencent à faire de nombreuses tournées dans tout le pays. Les tensions entre les membres du groupe commencent à monter, et ils annoncent une pause à durée indéterminée en 2002 après une prestation au Late Late Show with Craig Ferguson.
Le groupe programme finalement un concert d'adieu pour ses fans, afin de tourner la page sur la partie Dispatch de leur vie. Le concert gratuit a lieu au Hatch Shell à Boston le 31 juillet 2004, et est appelé The Last Dispatch. Les prévisions initiales faisaient état d'une affluence comprise entre 10 000 et 30 000 personnes. Les fans viennent d'Italie, du Portugal, d'Afrique du Sud, d'Espagne, du Mexique, de Nouvelle-Zélande et d'Australie, entre autres. 

### Retour

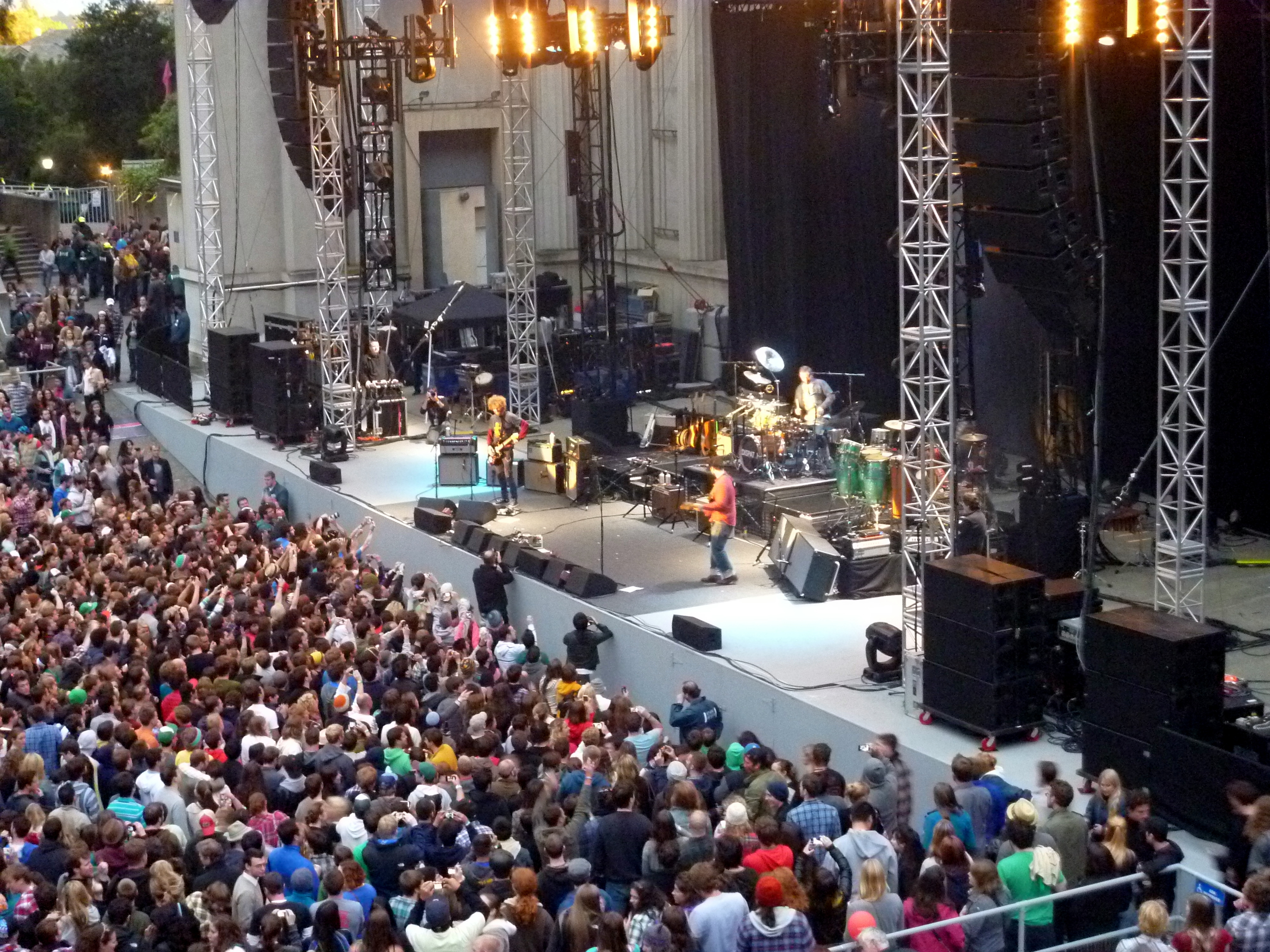
Dispatch au Greek Theatre, UC Berkeley en 2011.

Le 15 novembre 2010, le site web de Dispatch est mis à jour avec un compte à rebours jusqu'à l'année 2011, avec les mots « Dispatch 2011 » clairement visibles en haut à droite, ce qui conduit à la spéculation qu'un ou plusieurs concerts de réunion seraient annoncés dans les mois à venir. Le 22 novembre 2010, Dispatch tweete une image d'un code QR qui pointait sur une épingle de Morrison, dans le Colorado, où se trouve le Red Rocks Amphitheatre, sur Google Maps, suggérant qu'un concert de reformation pourrait avoir lieu à cet endroit. Dispatch annonce sur son site internet le 5 avril 2016 qu'ils joueraient en Allemagne et en Autriche en juillet.
Le 10 février 2017, Dispatch annonce sur son site internet qu'il sera en tournée aux États-Unis en juin et juillet, et qu'il sera rejoint par Guster pour la plupart de ses concerts. Dans la même annonce, le groupe publie une nouvelle chanson, Only the Wild Ones, tirée de leur prochain album, intitulé America, Location 12, sorti le 2 juin 2017. Le groupe part en tournée à la suite de la sortie de leur nouvel album, avec des concerts à travers les États-Unis et l'Europe,,.
Le 25 février 2021, Dispatch annonce que leur huitième album studio, intitulé Break Our Fall, sort le 28 mai 2021. En décembre de la même année, ils annoncent une tournée, co-présidée par O.A.R., qui durerait de juillet à septembre 2022 et consisterait en 37 représentations. En octobre 2024, ils se lancent dans la tournée Amplifying Democracy, qui comprend plusieurs arrêts dans les principaux États en guerre avant les élections de 2024, dans le but d'encourager l'inscription et la participation aux élections. Ces spectacles comprennent également l'annonce d'un nouvel album et un aperçu de certaines chansons, à venir au début de 2025.

## Discographie

### Albums studio
- 1996 : Silent Steeples (Bomber, Foundations, DCN)
- 1997 : Bang Bang (Bomber, Foundations, Universal Records)
- 1999 : Four-Day Trials (Bomber, Foundations, Universal Records)
- 2000 : Who Are We Living For? (Bomber, Foundations, Universal Records)
- 2012 : Circles Around the Sun (Bomber, Foundations, Universal Records)
- 2017 : America, Location 12 (Bomber, Foundations, Universal Records)
- 2018 : Location 13 (Bomber, Foundations, Universal Records)
- 2021 : Break Our Fall (Bomber, Foundations, Universal Records)

### EP
- 2011 : Dispatch EP (Bomber, Foundations, Universal Records) (42e place des charts américains)
- 2012 : iTunes Session

### Albums live
- 2001 : Gut the Van (DCN, Universal Records)
- 2004 : All Points Bulletin
- 2007 : Zimbabwe
- 2013 : Ain't No Trip to Cleveland Vol. 1
- 2019 : Live 18
- 2023 : Live from the Boston Woods

### DVD
- 2002 : Under the Radar (DCN, Universal Records)
- 2005 : The Last Dispatch (Fabrication Films)
- 2007 : Dispatch: Zimbabwe (Live at Madison Square Garden)
- 2012 : Dispatch: Live from Red Bull Arena

### Compilations
- 2005 : The Relief Project: Vol. I (The Relief Project)